# Сидоренко, Владимир Николаевич
Влади́мир Никола́евич Сидоре́нко (1884—1952) — русский и советский офицер, конструктор артиллерийского оружия. Лауреат Сталинской премии первой степени.

## Биография
Родился 5 апреля 1884 года в Витебске.
Окончил Тифлисский кадетский корпус (1903), Константиновское артиллерийское училище (1906), Михайловскую Артиллерийскую академию в Санкт-Петербурге (1911), по специальности — военный инженер.
До 1917 года служил в царской армии: капитан корпуса морской артиллерии.
В 1917—1924 годах — находился на службе в РККА: военный приемщик Путиловского завода.
С 1924 года — начальник КБ Пермского артиллерийского завода, заводов № 38, № 8 и № 7, заместитель начальника ОКБ по артиллерии на Уралмашзаводе, старший инженер проектов артиллерийских систем.
Во время Великой Отечественной войны принимал участие в создании пушек для танков КВ-1, 85-мм пушки для танка Т-34, орудий для артиллерийских самоходных установок СУ-85 и СУ-100.
До последнего дня своей жизни работал в Свердловске, скоропостижно скончался от сердечного приступа 27 апреля 1952 года.
Похоронен в Екатеринбурге на Михайловском кладбище.

## Разработки
- Модернизировал 76-мм пушку образца 1902 года.
- В предвоенные годы под руководством Сидоренко разработаны артиллерийские системы:
  - 76-мм универсальная дивизионная пушка А-52 с круговым обстрелом;
  - 107-мм горная гаубица с переменной высотой линии огня,
  - 203-мм пушка У-3 на колесном ходу.

## Награды и премии
- орден Святой Анны III степени
- орден Ленина
- орден Отечественной войны I степени
- орден Трудового Красного Знамени
- орден Красной Звезды
- медали
- Сталинская премия первой степени (1946 год) — за создание САУ («СУ-100»)